# Rivière Fall
La Rivière Fall est une rivière des comtés de Frontenac et de Lanark, dans l'est de l'Ontario, au Canada. Elle fait partie du bassin hydrographique de la rivière des Outaouais et s'écoule du lac Sharbot (en) et traverse le lac Bennett pour rejoindre la Rivière Mississippi.

## Toponymie
Le toponyme de ce cours d'eau serait dérivé du nom de la famille Fallbrook, colons écossais venus s'installer dans la région au XVIIe siècle.

## Cours
La rivière Fall prend sa source au lac Sharbot dans le Frontenac centre (en), le comté de Frontenac et de nombreuses sources, et serpente le long du sentier transcanadien. Elle passe dans Tay Valley, dans le Comté de Lanark et traverse la communauté de Maberly, le lac Bennett, et la communauté de Fallbrook. Après un parcours d'environ 50 km, elle atteint sa confluence avec la rivière Mississippi en Ontario.

## Écologie
La rivière est bordée de forêt et abrite des poissons, des tortues, des hérons bleus, des castors et des loutres

## Affluents
- Ruisseau Bolton
- Ruisseau du lac Silver